# Liste der Nummer-eins-Hits in Australien (1957)
Diese Liste enthält alle Nummer-eins-Hits in Australien im Jahr 1957. Es gab in diesem Jahr 13 Nummer-eins-Singles.
| Singles |
| --- |
| - Johnnie Ray – Just Walking in the Rain - 9 Wochen (8. Dezember 1956 – 8. Februar 1957) - Rosemary Clooney – Hey There - 4 Wochen (9. Februar – 8. März) - Guy Mitchell – Singing the Blues - 6 Wochen (9. März – 19. April) - Eddie Fisher – Cindy, Oh Cindy - 2 Wochen (20. April – 3. Mai) - Tab Hunter; Sonny James – Young Love - 3 Wochen (4. Mai – 24. Mai) - The Easy Riders – Marianne - 3 Wochen (25. Mai – 14. Juni) - Jim Lowe – Green Door - 1 Woche (15. Juni – 21. Juni) - Perry Como; The Four Lads – Round and Round - 8 Wochen (22. Juni – 16. August) - Marty Robbins – A White Sport Coat (and a Pink Carnation) - 4 Wochen (17. August – 13. September) - Johnny Mathis – Wonderful! Wonderful! - 1 Woche (14. September – 20. September) - Pat Boone – Love Letters in the Sand - 5 Wochen (21. September – 25. Oktober) - Bing Crosby; Nat King Cole – Around the World - 8 Wochen (26. Oktober – 20. Dezember) - Paul Anka – Diana - 8 Wochen (21. Dezember 1957 – 14. Februar 1958) |

Siehe auch: Nummer-eins-Hits 1957 in  Belgien, Deutschland, Frankreich, Kanada, den Vereinigten Staaten und im Vereinigten Königreich.